# Viemo jezik
Viemo jezik (ISO 639-3: vig; vige, vigué, vigye), nigersko-kongoanski jezik, jedini je predstavnik istoimene skupine šire skupine gur. Govori ga oko 8 000 ljudi (1995 SIL) u Burkini Faso u provinciji Houet, oko 40 kilometara jugoistočno od Bobo Dioulassa, departman Karankasso Vigué.
Pripadnici etničke grupe koriste se i francuskim [fra] ili Jula [dyu] jezikom.

## Vanjske poveznice
- Ethnologue (14th)
- Ethnologue (15th)